# Lijst van voetbalinterlands Centraal-Afrikaanse Republiek - Congo-Brazzaville
Deze lijst van voetbalinterlands is een overzicht van alle officiële voetbalwedstrijden tussen de nationale teams van de Centraal-Afrikaanse Republiek en Congo-Brazzaville. De landen speelden tot op heden zestien keer tegen elkaar. De eerste ontmoeting was een wedstrijd op 29 juni 1976 tijdens de Centraal-Afrikaanse Spelen 1976 in Libreville (Gabon). Het laatste duel, een kwalificatiewedstrijd voor het African Championship of Nations 2022, werd gespeeld in Brazzaville op 4 september 2022.

## Wedstrijden
| №  | Plaats      | Datum            | Competitie                        | Wedstrijd                                         | Uitslag |
| -- | ----------- | ---------------- | --------------------------------- | ------------------------------------------------- | ------- |
| 1  | Libreville  | 29 juni 1976     | Centraal-Afrikaanse Spelen 1976   | Centraal-Afrikaanse Republiek – Congo-Brazzaville | 1 – 2   |
| 2  | Brazzaville | 12 december 1984 | Vriendschappelijk                 | Centraal-Afrikaanse Republiek − Congo-Brazzaville | 1 − 2   |
| 3  | Libreville  | 9 december 1985  | Vriendschappelijk                 | Centraal-Afrikaanse Republiek − Congo-Brazzaville | 1 − 4   |
| 4  | Bangui      | 5 oktober 1986   | Afrika Cup 1988 kwalificatie      | Centraal-Afrikaanse Republiek − Congo-Brazzaville | 1 − 2   |
| 5  | Brazzaville | 19 oktober 1986  | Afrika Cup 1988 kwalificatie      | Congo-Brazzaville − Centraal-Afrikaanse Republiek | 5 − 1   |
| 6  | Malabo      | 12 december 1986 | Vriendschappelijk                 | Congo-Brazzaville − Centraal-Afrikaanse Republiek | 3 − 1   |
| 7  | Douala      | 4 december 1988  | Vriendschappelijk                 | Congo-Brazzaville − Centraal-Afrikaanse Republiek | 1 − 0   |
| 8  | Douala      | 8 december 1988  | Vriendschappelijk                 | Congo-Brazzaville − Centraal-Afrikaanse Republiek | 3 − 0   |
| 9  | Bangui      | 4 december 1989  | Vriendschappelijk                 | Centraal-Afrikaanse Republiek − Congo-Brazzaville | 1 − 2   |
| 10 | Libreville  | 14 november 1999 | Vriendschappelijk                 | Centraal-Afrikaanse Republiek − Congo-Brazzaville | 4 − 2   |
| 11 | Brazzaville | 4 mei 2003       | Afrika Cup 2004 kwalificatie      | Congo-Brazzaville − Centraal-Afrikaanse Republiek | 2 − 1   |
| 12 | Bangui      | 8 juni 2003      | Afrika Cup 2004 kwalificatie      | Centraal-Afrikaanse Republiek − Congo-Brazzaville | 0 − 0   |
| 13 | Libreville  | 5 februari 2005  | Vriendschappelijk                 | Congo-Brazzaville − Centraal-Afrikaanse Republiek | 1 − 0   |
| 14 | Ndjamena    | 12 maart 2007    | Vriendschappelijk                 | Congo-Brazzaville − Centraal-Afrikaanse Republiek | 4 − 1   |
| 15 | Brazzaville | 28 augustus 2022 | Afr. Champ. of Nations 2022 kwal. | Centraal-Afrikaanse Republiek − Congo-Brazzaville | 2 − 1   |
| 16 | Brazzaville | 4 september 2022 | Afr. Champ. of Nations 2022 kwal. | Congo-Brazzaville − Centraal-Afrikaanse Republiek | 1 − 0   |

## Samenvatting
| Competitie                         | Totaal gespeeld | Winst Centr.-Afrik. Rep. | Gelijk | Winst Congo-Brazz. | Doelsaldo Centr.-Afrik. Rep. – Congo-Brazz. |
| ---------------------------------- | --------------- | ------------------------ | ------ | ------------------ | ------------------------------------------- |
| Afrika Cup-kwalificatie            | 4               | 0                        | 1      | 3                  | 3 − 9                                       |
| Afr. Championship of Nations-kwal. | 2               | 1                        | 0      | 1                  | 2 − 2                                       |
| Centraal-Afrikaanse Spelen         | 1               | 0                        | 0      | 1                  | 1 − 2                                       |
| Vriendschappelijk                  | 5               | 0                        | 1      | 4                  | 4 − 11                                      |
| Totaal                             | 13              | 2                        | 2      | 9                  | 10 − 24                                     |